# Kaarina Kari
Kaarina Kari, född 17 december 1888 i Kalvola, död 21 mars 1982 i Helsingfors, var en finländsk läkare och idrottsledare.
Kari avlade gymnastiklärarexamen 1911 och blev medicine licentiat 1925. Åren 1927–1956 tjänstgjorde hon som äldre lektor i gymnastik och hälsolära vid finska normallyceet för flickor i Helsingfors; ordförande i den finsksinnade kvinnogymnastikorganisationen Förbund för fysisk fostran för Finlands kvinnor 1921–1954. Hon utgav en lång rad hand- och läroböcker, som rörde ämnena gymnastik och hälsolära. Professors titel tilldelades hon 1959.